# Псевдокоралловые змеи
Псевдокоралловые змеи (лат. Erythrolamprus) — род змей из семейства ужеобразных, обитающий в Новом Свете.

## Описание
Общая длина представителей этого рода колеблется от 50 до 75 см. Голова небольшая, сжатая с боков. Туловище тонкое, стройное. Окраской напоминают коралловых змей или аспидов. Имеют яркие поперечные полосы, в основном красного и белого цвета на чёрном фоне.

## Образ жизни
Предпочитают влажные тропические леса. Активны ночью. Питаются ящерицами, земноводными, мелкими змеями. Своё сходство с ядовитыми змеями используют для отпугивания врагов.

## Размножение
Это яйцекладущие змеи.

## Распространение
Обитают в Центральной Америке и на севере Южной Америки. 

## Классификация
На июль 2018 года в род включают 50 видов:
- Erythrolamprus aesculapii (Linnaeus, 1758) — Эскулапова псевдокоралловая змея
- Erythrolamprus albertguentheri Grazziotin et al., 2012
- Erythrolamprus almadensis (Wagler, 1824)
- Erythrolamprus andinus (Dixon, 1983)
- Erythrolamprus atraventer (Dixon & Thomas, 1985)
- Erythrolamprus bizona Jan, 1863 — Колумбийская псевдокоралловая змея
- Erythrolamprus breviceps (Cope, 1861) — Короткоголовый лиофис
- Erythrolamprus carajasensis (Da Cunha, Nascimento & Avila-Pires, 1985)
- Erythrolamprus ceii (Dixon, 1991)
- Erythrolamprus cobella (Linnaeus, 1758)
- Erythrolamprus cursor (Lacépède, 1789)
- Erythrolamprus dorsocorallinus (Esqueda et al., 2007)
- Erythrolamprus epinephelus (Cope, 1862)
- Erythrolamprus festae (Peracca, 1897)
- Erythrolamprus frenatus (Werner, 1909)
- Erythrolamprus guentheri Garman, 1883 — Псевдокоралловая змея Гюнтера
- Erythrolamprus ingeri (Roze, 1958)
- Erythrolamprus jaegeri (Günther, 1858)
- Erythrolamprus janaleeae (Dixon, 2000)
- Erythrolamprus juliae (Cope, 1879)
- Erythrolamprus longiventris (Amaral, 1925) — Длиннобрюхий лиофис
- Erythrolamprus maryellenae (Dixon, 1985)
- Erythrolamprus melanotus (Shaw, 1802)
- Erythrolamprus mertensi (Roze, 1964) — Умбривага Мертенса
- Erythrolamprus miliaris (Linnaeus, 1758)
- Erythrolamprus mimus (Cope, 1868) — Эквадорская псевдокоралловая змея
- Erythrolamprus mossoroensis (Hoge & Lima-Verde, 1973)
- Erythrolamprus ocellatus Peters, 1869
- Erythrolamprus oligolepis (Boulenger, 1905)
- Erythrolamprus ornatus (Garman, 1887)
- Erythrolamprus perfuscus (Cope, 1862)
- Erythrolamprus poecilogyrus (Wied-Neuwied, 1825)
- Erythrolamprus problematicus (Myers, 1986)
- Erythrolamprus pseudocorallus Roze, 1959 — Обыкновенная псевдокоралловая змея
- Erythrolamprus pyburni (Markezich & Dixon, 1979)
- Erythrolamprus pygmaeus (Cope, 1868)
- Erythrolamprus reginae (Linnaeus, 1758)
- Erythrolamprus sagittifer (Jan, 1863)
- Erythrolamprus semiaureus (Cope, 1862)
- Erythrolamprus subocularis (Boulenger, 1902)
- Erythrolamprus taeniogaster (Jan, 1863)
- Erythrolamprus taeniurus (Tschudi, 1845)
- Erythrolamprus torrenicola (Donnelly & Myers, 1991)
- Erythrolamprus trebbaui (Roze, 1958)
- Erythrolamprus triscalis (Linnaeus, 1758)
- Erythrolamprus typhlus (Linnaeus, 1758)
- Erythrolamprus viridis (Günther, 1862)
- Erythrolamprus vitti (Dixon, 2000)
- Erythrolamprus williamsi (Roze, 1958)
- Erythrolamprus zweifeli (ROZE, 1959)

## Галерея

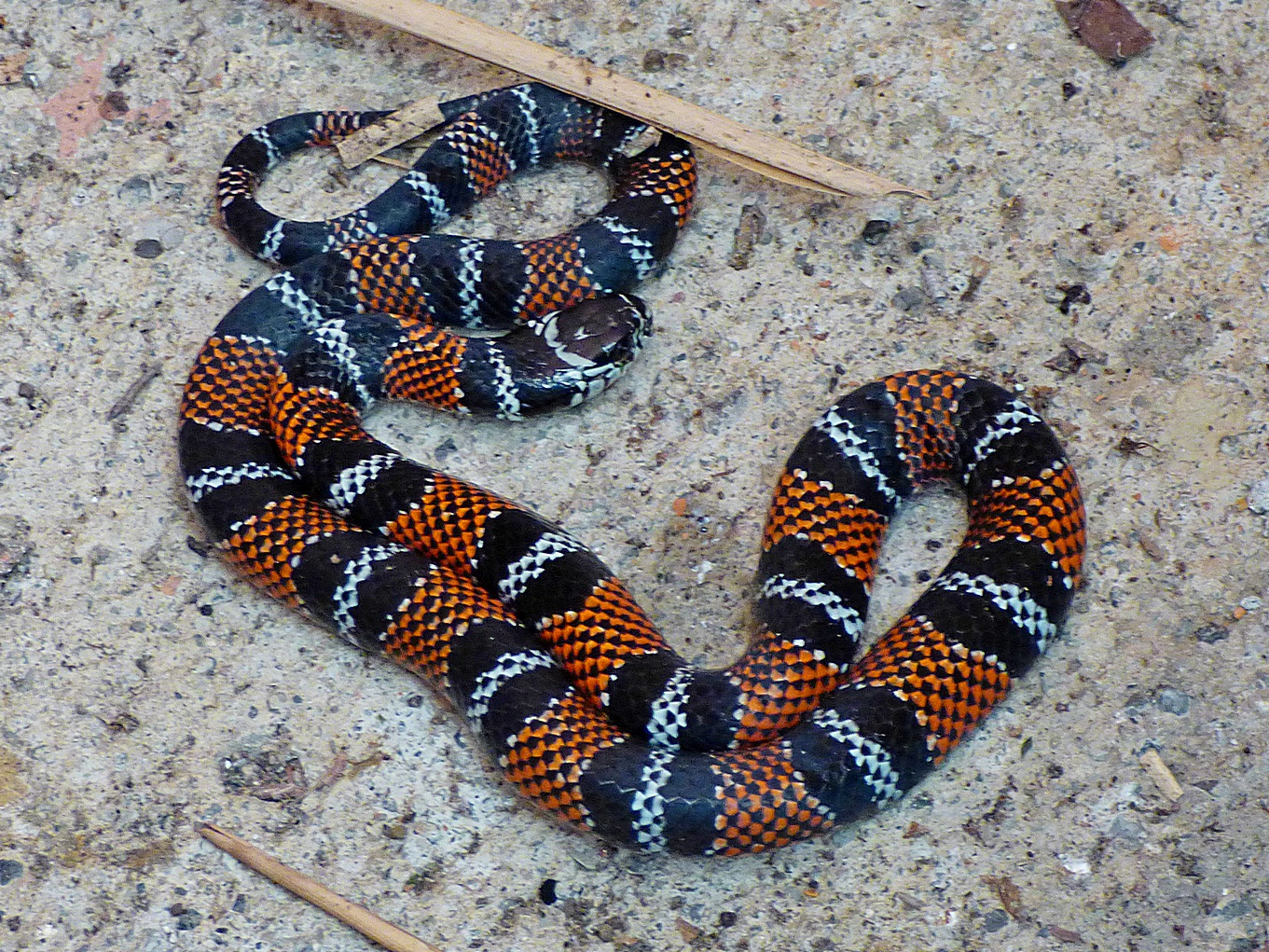
Erythrolamprus bizona
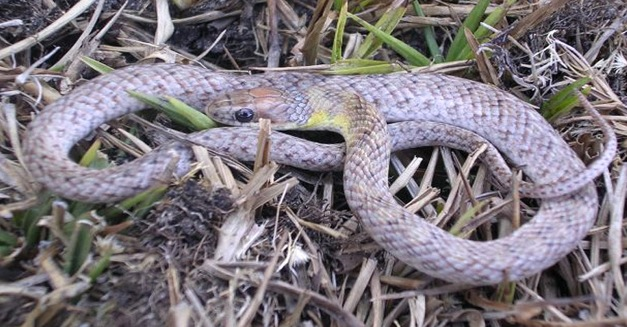
Erythrolamprus poecilogyrus
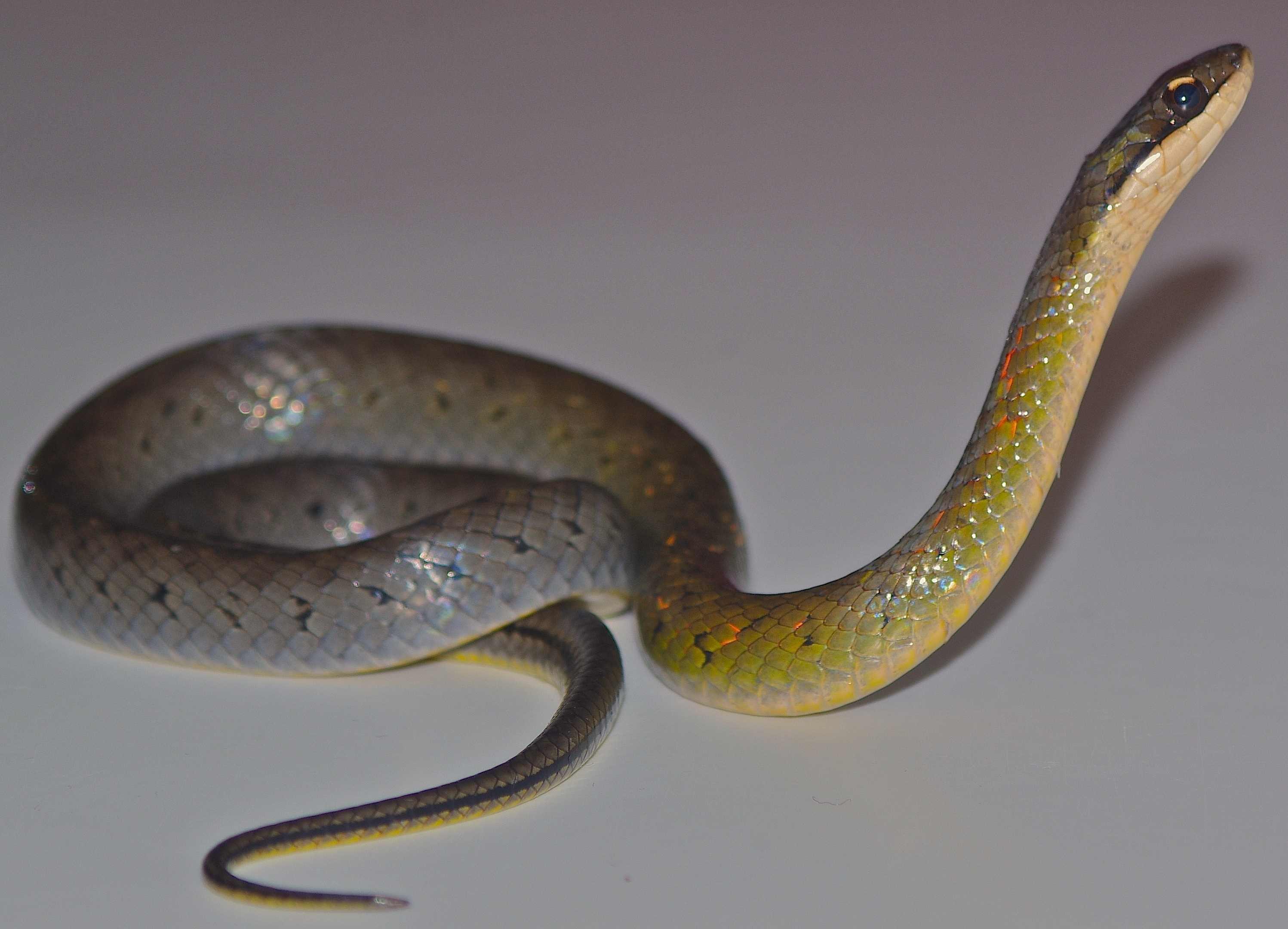
Erythrolamprus epinephelus
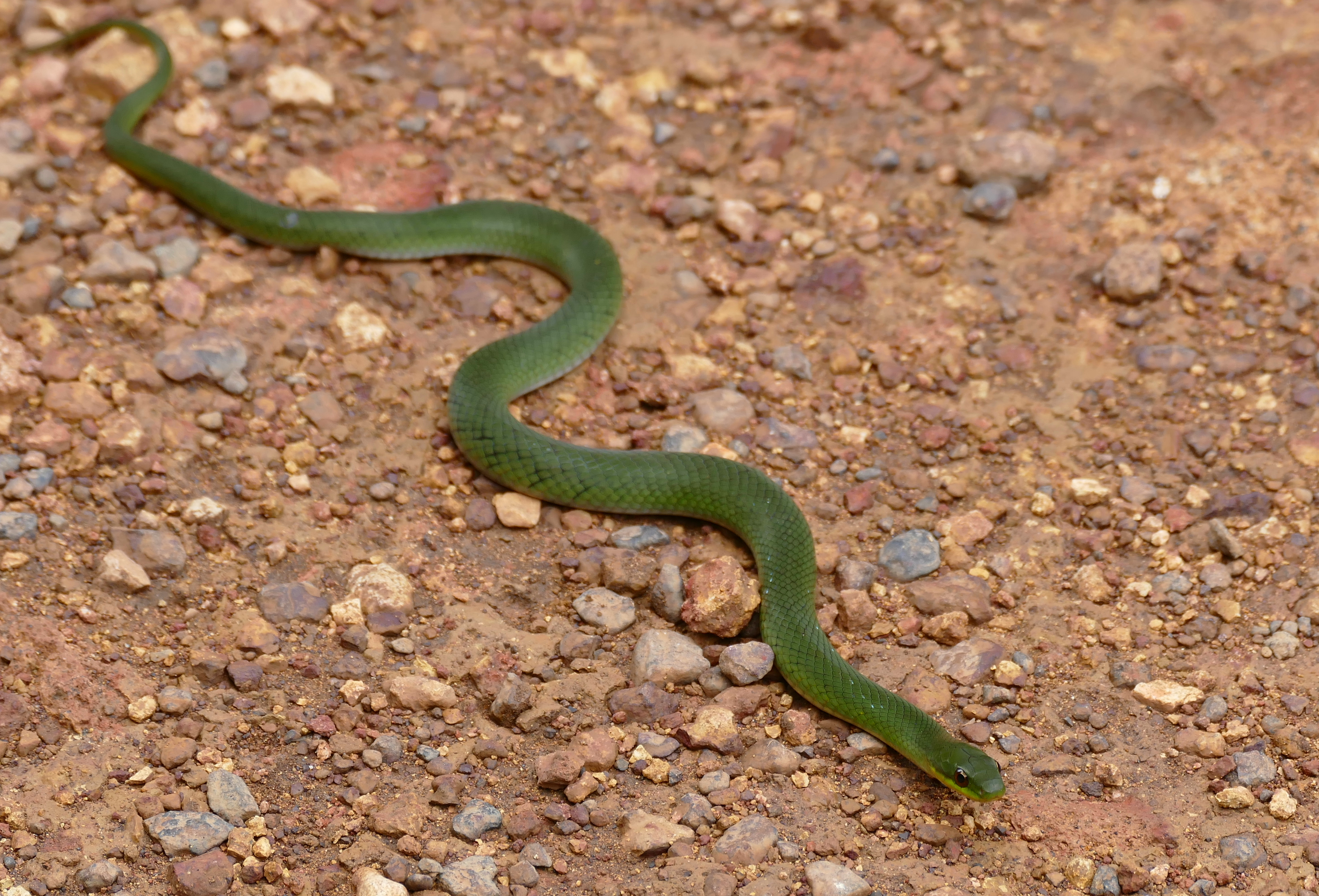
Erythrolamprus typhlus